# Maderne (Møn)
 For alternative betydninger, se Maderne. (Se også artikler, som begynder med Maderne)
Maderne eller Damme Mader er et engområde mellem Fanefjord og Grønsund i Fanefjord Sogn på Møn gennemskåret af bækken Skelbæk. Området er kendt som et interessant fugleobservationssted.
Den nordlige del af området blev inddæmmet i 1937-38.
Under svenskekrigene invaderede den svenske kong Karl Gustav Møn fra Bogø i 1659. En forræder havde vist svenskerne, hvordan man fra Bogø kunne gå over til Lille Damme og falde mønboernes forsvar i ryggen. Det kom til stort slag på Damme Mader, hvor de talmæssigt overlegne invasionstropper slog mønboerne og dræbte 69.  
På vejen fra Bogø mod Stege, et par kilometer efter dæmningen på Mønsiden, står en mindesten om dette slag. 

Teksten lyder : 

| 29.Mai 1659 - 1959 |
| HER LOD TAPRE MØNBOSIND LIV OG BLOD FOR Ø OG LAND DA KARL GUSTAVS HÆR BRØD IND OVER LETTENS LAVE VAND DERES VILJERS DAAD BESTAAR HÆDRET BAG 300 AAR |